# Солянка содоносная
Соля́нка содоно́сная (лат. Salsola soda) — вид травянистых растений рода Солянка (Salsola) семейства Амарантовые (Amaranthaceae).

## Ботаническое описание
Однолетнее травянистое растение, гладкое, с прямым, от основания ветвистым стеблем, 10—80 см высотой. Ветви (и листья) по большей части очерёдные или же супротивные, удлинённые, косо вверх направленные или почти горизонтально отклоненные. Листья мясистые, от полуцилиндрических до линейных, острые, иногда оканчивающиеся щетинкой, отклоненные, 3—6 см длиной и 1—1½ мм шириной. Прицветные листья сходные со стеблевыми, трёхгранные, при основании сильно расширенные, полустеблеобъемлющие, сильно, почти горизонтально отклонённые, до 3 раз длиннее прицветников. Последние яйцевидно-ланцетовидные, заострённые.
Цветки короче прицветников, одиночные или в числе 2—3. Околоцветник почти до основания 5-раздельный. Доли его во время цветения широко-ланцетовидные, плёнчатые, острые, на спинке с треугольным зелёным пятном, 2—З½ мм длиной и 1½—2½ мм шириной. Впоследствии они увеличиваются до 5—6 мм длиной, становятся овальными, хрящеватыми и снабжены при плодах небольшим бугорковидным выступом или же поперечным гребневидным килем. Плоды крупные, вздутые.

## Значение и применение
Молодые побеги богаты витаминами и минералами. Они имеют пикантный солоноватый вкус, и поэтому их используют весной для приготовления гарниров и салатов.
Солянка — природный источник соды, которую получают из золы этого растения. Это холодостойкое, светолюбивое растение, предпочитающее плодородные, увлажненные участки.